# حي المحيضرة وحصن عوض (حضرموت)
حي المحيضرة وحصن عوض هو أحد أحياء مدينة تريم في محافظة حضرموت اليمنية. يبلغ تعداد سكانه 5501 نسمة حسب التعداد السكاني في اليمن لعام 2004.